# INMEX
Le INMEX est un indice boursier de la bourse de Mexico.

## Composition
Au 19 août 2011, le INMEX se composait des titres suivants:
| Symbole     | Société                          | Poids indiciel | Secteur                   |
| ----------- | -------------------------------- | -------------- | ------------------------- |
| ALFAA MM    | Alfa                             | 8.99 %         | Industrie                 |
| AMXL MM     | America Movil                    | 10.35 %        | Télécommunications        |
| AXTELCPO MM | Axtel                            | 0.56 %         | Télécommunications        |
| CEMEXCPO MM | Cemex                            | 6.84 %         | Matériaux                 |
| COMPARC* MM | Compartamos                      | 2.5 %          | Finance                   |
| GEOB MM     | Corp GEO                         | 1.4 %          | Consommation cyclique     |
| HOMEX* MM   | Desarrolladora Homex             | 1.11 %         | Consommation cyclique     |
| ICA* MM     | Empresas ICA                     | 1.26 %         | Industrie                 |
| GAPB MM     | Grupo Aeroportuario del Pacifico | 1.8 %          | Industrie                 |
| GFNORTEO MM | Grupo Financiero Banorte         | 7.6 %          | Finance                   |
| GMEXICOB MM | Grupo Mexico                     | 10.28 %        | Matériaux                 |
| GMODELOC MM | Grupo Modelo                     | 4.69 %         | Consommation non cyclique |
| TLEVICPO MM | Grupo Televisa                   | 9.93 %         | Consommation cyclique     |
| PE&OLES* MM | Industrias Peñoles               | 6.8 %          | Matériaux                 |
| KIMBERA MM  | Kimberly-Clark de Mexico         | 4.29 %         | Consommation non cyclique |
| MEXCHEM* MM | Mexichem                         | 3.67 %         | Matériaux                 |
| SORIANAB MM | Organizacion Soriana             | 0.76 %         | Consommation non cyclique |
| TELMEXL MM  | Telefonos de Mexico              | 5.59 %         | Télécommunications        |
| URBI* MM    | Urbi Desarrollos Urbanos         | 1.84 %         | Consommation cyclique     |
| WALMEXV MM  | Wal-Mart de Mexico               | 9.74 %         | Consommation non cyclique |